# Villanueva (Casanare)
Villanueva is een gemeente in het Colombiaanse departement Casanare. De gemeente telt 20.730 inwoners (2005). In de gemeente worden de volgende landbouwproducten verbouwd; Afrikaanse palm, rijst, sorgo en katoen.
Aguazul · Chameza · Hato Corozal · La Salina · Maní · Monterrey · Nunchía · Orocué · Paz de Ariporo · Pore · Recetor · Sabanalarga · Sácama · San Luis de Palenque · Támara · Tauramena · Trinidad · Villanueva · Yopal